# Асагумо (1938)
Асагумо (Asagumo, яп. 朝雲) – ескадрений міноносець Імперського флоту Японії, який брав участь у Другій Світовій війні. 
Корабель, який став п’ятим серед есмінців типу «Асасіо», спорудили у 1938 році на верфі Kawasaki у Кобе. 
На момент вступу Японії до Другої світової війни «Асагумо» належав до 9-ї дивізії ескадрених міноносців, яка 29 листопада 1941-го прибула з Японії до Мако (важлива база ВМФ на Пескадорських островах у південній частині Тайванської протоки). 7 грудня «Асагумо» вийшов у море, а 10 грудня разом зі ще 6 есмінцями та легким крейсером прикривав висадку десанту у Вігані на північно-західному узбережжі острова Лусон (перед доставкою головних сил до затоки Лінгайєн японці висадили на Філіппінах цілий ряд допоміжних десантів). Американська авіація атакувала загін та змогла потопити і пошкодити кілька суден та кораблів, проте «Асагумо» не постраждав.
Починаючи з 22 грудня 1941-го «Асагумо» приєднався до сил вторгнення до Лінгайєн, які здійснили висадку в ніч на 24 грудня. Разом зі ще 6 есмінцями та легким крейсером він прикривав 2-й транспортний загін, що включав 28 транспортів та рухався із Мако.
На початку січня 1942-го «Асагумо» та два інші есмінця 9-ї дивізії була задіяні для прикриття десанту у Нідерландській Ост-Індії на острів Таракан – центр нафтовидобувної промисловості біля північно-східного завершення острова Борнео (всього у цій операції діяли 11 есмінців та 1 легкий крейсер). 6 січня транспорти з військами вийшли із порту Давао на південному узбережжі філіппінського острова Мінданао (був захоплений японцями ще 20 грудня), а в ніч на 11 січня розпочалась висадка на Таракані.   
21 січня 1942-го «Асагумо» разом зі ще 8 есмінцями та легким крейсером розпочали прикриття конвою з десантом, який вийшов з Таракану для оволодіння Балікпапаном (ще один  нафтовидобувної промисловості на східному узбережжі острова Борнео). На цей раз прикриття не впоралось із завданням і під час висадки в ніч з 23 на 24 січня транспорти були атаковані американськими есмінцями, яким вдалось потопити три судна. Втім, захоплення Балкіпапану пройшло успішно.
У першій декаді лютого 1942-го «Асагумо» та ще чотири есмінці з Балікпапану взяли певну участь у прикритті висадки в Макассарі, розташованому за п’ять сотень кілометрів на південний схід від Балікпапану на південно-західному півострові острова Целебес. Втім, можливо відзначити, що основний загін прикриття прямував разом з транспортними судами із протилежного напрямку, зі Старінг-Бей на південно-східному півострові Целебесу.
25 лютого 1942-го «Асагумо» та ще 2 есмінця 9-ї дивізії залучили для оволодіння островом Бавеан у центральній частині Яванського моря за півтори сотні кілометрів на північ від Сурабаї (головна база союзників на сході острова Ява). Можливо відзначити, що того ж дня японці нарешті успішно висадились на острові Балі за дві з половиною сотні кілометрів на південний схід від Сурабаї (за кілька діб до того така спроба була зірвана загоном союзних кораблів). Наближалась вирішальна атака на Яву, до якої вже рухався великий конвой транспортних суден з десантом. 27 – 28 лютого «Асагумо» взяв участь в битвах у Яванському морі, перемога японців у яких дозволила висадити десант на сході Яви у Крагані. 27 лютого «Асагумо» разом з іншим кораблем 9-ї дивізії «Мінегумо» потопив британський есмінець HMS Electra, при цьому сам отримав пошкодженні машинного відділення та тимчасово втратив хід, загинуло 4 члена екіпажу (існують дані, що в цьому ж зіткненні HMS Electra також пошкодив легкий крейсер «Дзінцу» та есмінець «Токіцукадзе»). З 1 по 18 березня «Асагумо» проходив аварійний ремонт у Балікпапані, 18 – 19 березня у супроводу ремонтного судна «Ямабіко-Мару» перейшов до Макассару, а 20 – 29 березня прослідував з останнього до Йокосуки для повноцінного докового відновлення.
По завершенні ремонту «Асагумо» задіяли у Мідвейській операції, під час якої він разом з 6 іншими есмінцями та легким крейсером входив до ескорту загону великих надводних кораблів адмірала Кондо, який складався зі 2 лінкорів та 4 важких крейсерів. Відомо, що після розгрому авіаносного з’єднання лінкори Кондо відправили в район Алеутських островів (у цьому архіпелазі японці зайняли кілька островів за єдиним задумом із атакою на Мідвей), звідки вони прибули до Японії 24 червня, тоді як важкі крейсери повернулись до Японських островів двома загонами 14 та 23 червня.
З 27 червня по 13 липня 1942-го «Асагумо» ескортував сили флоту, які патрулювали на південний захід від Алеутських островів. У цей період сюди вийшов новий загін із 4 авіаносців, 3 важких та 3 легких крейсерів, для охорони яких залучили 15 есмінців.
19 – 25 липня 1942-го «Асагумо» та ще один есмінець дивізії «Нацугумо» супроводили на Трук важкий крейсер «Тьокай», на якому прямував зі своїм штабом адмірал Гун'їті Мікава, призначений командувач новим Восьмим флотом зі штаб-квартирою у Рабаулі. 28 липня «Тьокай» з тим же ескортом рушив далі на південь, проте 29 числа неподалік від островів Адміралтейства їх зустріли есмінці «Токіцукадзе» та «Хацукадзе», які й супроводили крейсер у Рабаул. Звільнені від ескортних обов’язків «Асагумо» та «Нацугумо» до 1 серпня здійснили транспортний рейс до Кваджелейна (Маршаллові острова), а 8 серпня прибули до Йокосуки.
7 серпня 1942-го союзники висадились на сході Соломонових островів, що започаткувало шестимісячну битву за Гуадалканал та змусило японське командування перекидати сюди підкріплення. 11 серпня «Асагумо» та ще 9 есмінців вирушили для ескорту великого загону надводних кораблів (включав 1 лінкор, 5 важких та 1 легкий крейсер, 1 гідроавіаносець), що вийшов із Йокосуки та 17 серпня прибув на атол Трук у центральній частині Каролінських островів (тут ще до війни створили потужну базу японського ВМФ, з якої до лютого 1944-го провадились операції у цілому ряді архіпелагів). 20 серпня з Труку в межах операції по проведенню конвою з великими підкріпленнями для Гуадалканалу вийшли кілька з’єднань з ескортом із численних есмінців, зокрема, «Асагумо» разом з 4 іншими есмінцями та легким крейсером супроводжували загін важких крейсерів адмірала Кондо. 24 серпня відбулась битва авіаносних з’єднань біля східних Соломонових островів, а на наступний день рух конвою виявився остаточно припиненим унаслідок ударів авіації з наземних аеродромів. Певний час кораблі Кондо, які так і не вступили у бій з надводними силами ворога, перебували у морі, а 5 вересня повернулись на Трук.
У вересні 1942-го «Асагумо» охороняв сили флоту, які 9 числа вирушили для патрулювання в районі на північ від Соломонових островів та повернулись на Трук 23 вересня.
26 – 28 вересня 1942-го «Асагумо» та інші есмінці 9-ї дивізії прослідували з Труку до якірної стоянки Шортленд (прикрита групою невеликих островів Шортленд акваторія біля південного завершення острова Бугенвіль, де зазвичай відстоювались бойові кораблі та перевалювались вантажі для подальшої відправки далі на схід Соломонових островів), де їх залучили для транспортних місій (доставка підкріплень та вантажів на швидкохідних есмінцях до району активних бойових дій стала типовою для японського флоту в кампанії на Соломонових островах). 2 та 5 жовтня «Асагумо» та ще 5 есмінців виходили у рейси до Гуадалканалу (при цьому у другом інший есмінець дивізії «Мінегумо» отримав пошкодження та був вимушений на кілька місяців полишити регіон). 8 – 9 жовтня «Асагумо» разом зі ще чотирма есмінцями та гідроавіаносцем «Ніссін» здійснив третій рейс до Гуадалканалу.
11 жовтня 1942-го транспортна група із 2 гідроавіаносців та 6 есмінців, серед яких був і «Асагумо», рушила у черговий рейс до Гуадалканалу. Під час розвантаження загін прикриття із 3 важких крейсерів та 2 есмінців вступив у невдале зіткнення з ворожими силами, відоме як бій біля мису Есперанс. Як наслідок, чотири есмінці транспортної групи отримали нові завдання по допомозі загону прикриття: «Асагумо» та «Нацугумо» мали рухатись для супроводу важкого крейсера «Кінугаса», який після бою опинився один без супроводу, а «Муракумо» та «Сіраюкі» відрядили для порятунку вцілілих з важкого крейсера «Фурутака». Вдень 12 жовтня японські кораблі стали цілями для ворожої авіації, «Муракумо» отримав значні пошкодження і «Асагумо» та «Нацугумо» перенацілили для допомоги йому. У підсумку «Нацугумо» був потоплений авіацією, причому більшість членів екіпажу з цього корабля врятував «Асагумо» (можливо відзначити, що «Муракумо» у підсумку був добитий «Сіраюкі»).
14 та 17 жовтня 1942-го «Асагумо» здійснив ще два транспортні рейси до Гуадалканалу (у першому він крім нього також брали участь ще 3 есмінці, гідроавіаносець та 2 легкі крейсери). 24 – 26 жовтня 1942-го з Шортленду для прикриття конвою до Гуадалканалу виходили важкі крейсери «Тьокай» та «Кінугаса», при цьому «Асагумо» виконував функцію ескорту.  
2, 5 та 8 листопада «Асагумо» брав участь у рейсах до Гуадалканалу великих груп есмінців (11, 10 та 9 відповідно), при цьому в усіх випадках  «Асагумо» забезпечував прикриття кораблів, для яких обрали транспортну функцію.
У першій половині листопада японське командування організувало масштабну операцію задля доставки підкріплень на Гуадалканал (яка в підсумку вилилась у вирішальну битву надводних кораблів біля острова). 9 листопада з Труку вийшов загін адмірала Абе, два лінкори якого напередодні підходу транспортів мали провести артилерійський обстріл аеродрому Гендерсон-Філд (за місяць до того така операція була проведена доволі вдало). «Асагумо» вийшов з Шортленду 11 листопада та приєднався до загону Абе, після чого охорона останнього зросла до 10 есмінців (плюс 1 легкий крейсер). В ніч на 13 листопада біля Гуадалканалу японський загін перестріло американське з’єднання із крейсерів та есмінців, яке понесло значні втрати, проте зірвало обстріл аеродрому. Під час цього бою «Асагумо» брав участь у потопленні есмінця «Монссен» (всього останній був уражений 39 снарядами, з них 3 від головного калібру лінкорів) та пошкодженні легкого крейсера «Гелена» (переживе цю битву, проте все-таки загине на Соломонових островах влітку 1943-го).  Також «Асагумо» намагався допомогти важко пошкодженому есмінцю «Юдачі» (загине у цьому бою) і у підсумку відійшов у ескорті лінкору «Кірісіма» (а от другий лінкор адмірала Абе після отриманих в бою пошкоджень був добитий вдень авіацією).
В ніч з 14 на 15 листопада японський загін із лінкора «Кірісіма», 2 важких та 2 легких крейсерів під охороною «Асагумо» та ще 8 есмінців знову спробував обстріляти Гендерсон-Філд, щоб підвищити шанси на розвантаження 4 суднам, які залишились від транспортного конвою (вдень 14 листопада останній був розгромлений авіацією, 6 транспортів затонуло, 1 був пошкоджений та попрямував на Шортленд). Операцію зірвало американське з’єднання, головну силу якого складали два лінкора. Японці зазнали поразки і «Асагумо» разом із двома іншими есмінцями довелось провадити порятунок вцілілих з «Кірісіми». За кілька діб «Асагумо» відбув на Трук для проведення ремонту.
З 21 грудня 1942-го по 8 січня 1943-го «Асагумо» разом з іншим есмінцем здійснили супроводження ескортного авіаносця «Чуйо» в його рейсі з Труку до Йокосуки та назад (можливо відзначити, що ескортні авіаносці регулярно курсували за таким маршрутом, доправляючи нові літаки на віддалену від Японії базу). А з 15 по 19 січня 1943-го «Асагумо» та ще один есмінець охороняли авіаносець «Дзюнйо», який виходив з Труку в межах операції по проведенню конвою «Хей №1 Го» (доставка нових військових контингентів для посилення гарнізонів на північному узбережжі Нової Гвінеї). По поверненню «Дзюнйо» на базу «Асагумо» приєднався до безпосереднього супроводу конвою та виконував це завдання до 25 січня (також є інформація, що "Асагумо" взяв участь у порятунку вцілілих з суден «Мейу-Мару» та «Сурабая-Мару», що прямували в конвої №35 на захід Соломонових островів та були потоплені 20 січня).
31 січня 1943-го «Асагумо» вийшов з бази та до 4 лютого ескортував головні сили, які патрулювали північніше від Соломонових островів з метою прикриття евакуації з Гуадалканалу, після чого разом з іншим есмінцем був відряджений до стоянки Шортленд для участі у самих евакуаційних рейсах. 4 та 7 лютого «Асагумо» у складі великої групи есмінців виходив до Гуадалканалу, в обох випадках виконуючи функцію прикриття. По завершенні евакуації 11 – 17 лютого «Асагумо» прослідував через Рабаул на Палау.
Невдовзі корабель знову задіяли для операцій з посилення гарнізонів на Новій Гвінеї. З 19 по 23 лютого 1943-го разом зі ще одним есмінцем «Асагумо» виходив для супроводу другого ешелону конвою «Хей №3 Го», що рухався із Палау (важливий транспортний хаб на заході Каролінських островів). А 25 лютого корабель прибув до Рабаула для участі у спробі провести конвой до найбільш загроженого передового гарнізону в районі Лае – Саламауа (у глибині затоки Хуон на східному узбережжі острова). Ця операція призвела до серії боїв з ворожою авіацією 1 – 4 березня, відомих як битва у морі Бісмарка (хоча події також відбувались і на Соломоновому морі, до якого відноситься затока Хуон). 2 березня «Асагумо» разом з есмінцем «Юкікадзе» підібрали вцілілих з потопленого транспорту «Кьокусей-Мару» та, користаючись своєю швидкістю, доправили їх до Лае, а вранці 3 березня повернулись до конвою. В подальшому «Асагумо» взяв участь у порятунку вцілілих з інших кораблів та доправив їх до Кавієнгу, звідки 5 березня перейшов у Рабаул. Хоча сам «Асагумо» не отримав пошкоджень, японці зазнали в битві повного розгрому, після чого постачання гарнізону в Лае (тримався до вересня 1943-го) могло здійснюватись хіба що підводними човнами. 
Протягом наступних кількох тижнів «Асагумо» задіяли у транспортних операціях із доправлення підкріплень до островів Нью-Джорджія у центральній частині Соломонових островів (після полишення Гуадалканалу японці посилювали їх гарнізон, який тепер виконував роль форпосту). «Асагумо» перейшов до Шортленду, після чого виконав чотири рейси на Коломбангару (острів у західній частині архіпелагу Нью-Джорджія) – 8 і 13 березня та 1 і 5 квітня 1943-го. 6 – 13 квітня есмінець прослідував з Шортленду через Трук до Йокосуки для докового ремонту. 
Під час перебування «Асагумо» у Японії американці розпочали операцію на Алеутських островах, висадивши десант на острів Атту. В межах заходів з протидії цьому японське командування почало нагромаджувати сили (зокрема, викликало значний загін з Трука), проте так і не встигло ввести їх в бій до завершення боїв на Атту. Втім, тепер північній зоні приділялось більше уваги і до кінця жовтня 1943-го «Асагумо» діяв на цьому напрямку. Зокрема, 7 червня корабель виходив з Парамуширу (Курильські острова) для допомоги есмінцю «Сіракумо», який отримав пошкодження при зіткненні. А у липні «Асагумо» задіяли в операції по евакуації гарнізону з Киски – другого із зайнятих у попередньому році Алеутських островів. З 7 по 17 липня призначений для цього загін перебував у морі, проте не зміг виконати завдання через погану погоду. У період з 22 липня по 1 серпня відбулась друга спроба, в якій окрім «Асагумо» взяли участь 10 інших есмінців (з них 5 у загоні охорони) та 2 легкі крейсера. На цей раз 29 липня вдалось зняти з Киски гарнізон, причому на «Асагумо» завантажилось майже п’ять сотень бійців. 31 жовтня – 4 листопада «Асагумо» супроводив конвой з Парамушира до Йокосуки, після чого став на ремонт (на цей раз на ньому демонтували одну установку головного калібру та встановили дві зтроєні установки 25-мм зенітних автоматів).
Надалі есмінець залучили для ескортування великих надводних кораблів. 31 грудня 1943 – 7 січня 1944 «Асагумо» прослідував у охороні конвою з Сасебо на Трук, а 10 – 16 січня разом з двома іншими есмінцями супроводив до Куре лінкор Ямато, який у грудні був торпедований американським підводним човном. На переході загін тричі виявляли інші ворожі субмарини, проте жодного разу їм не вдалось зайняти положення для атаки.
Тим часом дії підводних човнів на комунікаціях вкрай ускладнювали доставку палива до Японії, що призвело до рішення базувати головні сили флота у Південно-Східній Азії поблизу від районів нафтовидобутку – в Сінгапурі, на розташованій неподалік від останнього якірній стоянці Лінгга, у Таві-Таві (у філіппінському архіпелазі Сулу поряд з нафтовидобувними районами острова Борнео). 6 – 13 лютого 1944-го «Асагумо» разом з 4 іншими есмінцями супроводив 2 авіаносця та 2 крейсера з Куре до Сінгапуру. Після цього 20 – 27 лютого «Асагумо» супроводив один з цих авіаносців – «Дзуйкаку» – назад до Куре, де корабель прийняв нові літаки (попередні залишили у Сінгапурі), після чого 8 – 14 березня «Асагумо» та ще 2 есмінці ескортували «Дзуйкаку», 2 лінкора та важкий крейсер до Сінгапуру. 
12 – 15 травня 1944-го «Асагумо» взяв участь у супроводі флоту з Лінгга до Таві-Таві. 30 – 31 травня «Асагумо» разом зі ще 5 есмінцями ескортували лінкор «Фусо» та два важкі крейсери до Давао (на південному узбережжі філіппінського острова Мінданао), після чого 2 червня цей загін вийшов для підтримки операції по доставці підкріплень на острів Біак (біля північно-західного узбережжі Нової Гвінеї), де в кінці травня висадились союзники. Втім, невдовзі операцію скасували і 5 червня кораблі повернулись до Давао. 7 червня «Асагумо» разом з тим же есмінцем «Кадзагумо» вийшли для супроводу двох важких крейсерів, на які поклали те саме завдання прикривати перевезення військ на Біак. На виході із затоки Давао «Кадзагумо» був потоплений американським підводним човном, після чого «Асагумо» провів порятунок вцілілих. У підсумку загін 11 червня прибув на острів Бачан (біля південно-західного завершення значно більшого острова Хальмахера). Туди ж 12 червня прибув загін із Таві-Таві у складі двох найпотужніших японських лінкорів у супроводі 5 есмінців.
Втім, того ж 12 червня 1944-го американці розпочали операцію по оволодінню Маріанськими островами, які розглядались японським командуванням як складова частина основного оборонного периметру Імперії. Головні сили японського флоту вийшли для контратаки, причому кораблі з Бачану після переходу 13 – 16 червня приєднались до основного з’єднання. В битві 19 – 20 червня у Філіппінському морі японці зазнали важкої поразки, а 21 червня «Асагумо» відправили до Японії, оскільки він через технічні проблеми не міг видавати швидкість більше 16 вузлів.
14 – 29 липня 1944-го «Асагумо» охороняв важкий крейсер «Мая», який спершу прийняв війська та доставив їх на острів Міякодзіма (південну група островів Рюкю, між Окінавою і Тайванем), після чого 29 липня досягнув стоянки Лінгга.
У середині жовтня розпочали операцію на Філіппінах і 18 жовтня головні сили японського флоту полишили Лінгга. Вони прослідували через Бруней, після чого розділились на два з’єднання. «Асагумо» увійшов до ескорту диверсійного загону адмірала Нісімури, який мали прослідувати до району висадки союзників у затоці Лейте південним шляхом та відволікти на себе увагу ворожих сил. В ніч на 25 жовтня загін Нісімури був повністю знищений в бою у протоці Сурігао. «Асагумо» спершу отримав торпедне влучання з есмінця «Мак-Дермут», а потім був добитий артилерійським вогнем крейсерів та есмінців. Загинув 191 член екіпажу, 39 моряків були підібрані американцями.